# Liriomyza oldenbergi
Liriomyza oldenbergi är en tvåvingeart som beskrevs av Erich Martin Hering 1933. Liriomyza oldenbergi ingår i släktet Liriomyza och familjen minerarflugor.
Artens utbredningsområde är Tyskland. Inga underarter finns listade i Catalogue of Life.